# Asif Ali Zardari
Asif Ali Zardari, em urdu  e sindi آصف علي زرداري, (Karachi, 26 de julho de 1955) é um empresário paquistanês. Viúvo da ex-primeira-ministra Benazir Bhutto. Foi o  presidente do Paquistão, de 2008 até 2013.
Em 30 de dezembro de 2007, foi nomeado em uma assembléia extraordinária como co-presidente do PPP junto a seu filho, Bilawal Bhutto Zardari.
Em 6 de Setembro de 2008, os mais de 1 000 legisladores das câmaras nacionais e provinciais do Paquistão elegeram Zardari como presidente do país, na sequência da demissão de Pervez Musharraf.
Em 9 de março de 2024, foi eleito Presidente do Paquistão, regressando a um cargo essencialmente honorário que já desempenhou entre 2008 e 2013.